# 조지프 그레고리
조지프 아서 그레고리 무공 훈장 (Joseph, Arthur Gregory, 1900년 12월 ~ 1971년 7월)는 제1차 세계 대전과 제2차 세계 대전에 참전한 캐나다의 저격수였다.

## 어린 시절
그레고리는 1900년 12월 매니토바주 세인트로랑 (매니토바주)에서 태어났는데, 그의 선조 중에는 블랙풋족 전사들이 있었다. 그는 자신의 나이를 속이고 15세에 캐나다 해외 원정군에 입대했다. 그는 프랑스와 플랑드르에서 제1차 캐나다 기마소총병대 소속으로 복무하며 1916년 6월 생츄어리 우드에서 부상을 입었고, 1918년 3월 오피 우드에서 다시 부상을 입었다. 그는 1918년 9월까지 병원에 입원해 있다가 캐나다로 송환되었다.
그는 친구들에게 어렸을 때 서스캐처원주에서 사냥을 하며 저격 재능을 키웠다고 말했다. 그는 제1차 세계 대전 중에 카메라를 사용하여 자신이 목격한 공포를 기록한 방대한 사진 컬렉션을 가지고 있었다.

## 제2차 세계 대전
프랑스에서 복무한 후 그레고리는 아내와 함께 앨버타주 캘거리에 정착하여 노동자로 일했다. 제2차 세계 대전이 발발하자 그는 1939년 9월 7일 서스캐처원주 웨이번에서 새로 창설된 사우스 서스캐처원 연대에 재입대했다.
여러 차례의 사살 기록을 세운 그는 디에프 기습에 참전했으며, 그곳에서 도탄된 총알에 맞아 한쪽 눈을 잃었다. 그의 활약으로 그는 "디에프 연합 공격에서 용감하고 뛰어난 공로를 인정하여" 무공 훈장을 받았다. 대대 본부에 배속된 그레고리는 본부로 저격하는 적 저격수들을 찾기 위해 네 차례 배치되었다.
원래 추천서에는 다음과 같이 명시되어 있다.
1942년 8월 19일 디에프에서 벌어진 최근 작전 중 그레고리 상병은 대대 본부에 배속된 저격수이자 정찰병이었다. 그는 네 차례에 걸쳐 포격과 관측 하에도 불구하고 대대 본부에 사상자를 발생시키던 적 저격수 진지로 장거리 이동을 했다. 그는 매번 적 저격수를 사살했다. 이러한 출격 사이에도 그레고리 상병은 대대 본부의 방어를 조직화했고, 작전 중 한쪽 눈을 잃었음에도 불구하고 최종적으로 해변으로 철수할 때까지 임무를 계속 수행했다. 임무에 대한 그의 용감한 헌신은 대대 본부 방어에 헤아릴 수 없는 가치를 지녔다.

부상으로 인해 그레고리는 1942년 10월 캐나다로 후송되었고, 그곳에서 전쟁이 끝날 때까지 캘거리 중앙 모병소에서 복무하며 1945년 6월 하사로 진급했다. 그는 그해 9월 명예롭게 전역했다.

## 전후
1950년대 중반 그는 브리티시컬럼비아주 토피노에 있는 캐나다 왕립 공군 기지에서 일했으며 남은 생애 동안 토피노 지역에 머물렀다. 그는 열렬한 오리 사냥꾼이자 플라이 낚시꾼이었으며 많은 사람들에게 이러한 기술을 가르쳤다. 그는 1971년 7월 캘거리에서 사망했다.
그의 디에프 기습에 대한 이야기는 1942년 10월 26일자 타임지에 실렸으며, 12월 1일자 해밀턴 스펙테이터에서도 인터뷰를 했다.

## 같이 보기
- 저격수에 대한 서적, 기사 및 다큐멘터리 목록